# 109 Felicitas
109 Felicitas è un piccolo e scuro asteroide della Fascia principale.
Felicitas fu scoperto il 9 ottobre 1869 da Christian Heinrich Friedrich Peters dall'osservatorio dell'Hamilton College di Clinton (New York, USA). Fu battezzato così in onore di Felicitas, nella mitologia romana dea della buona sorte.
L'unica occultazione stellare di Felicitas registrata è stata osservata il 29 marzo 2003 dal Giappone.